# Phra Rabieng

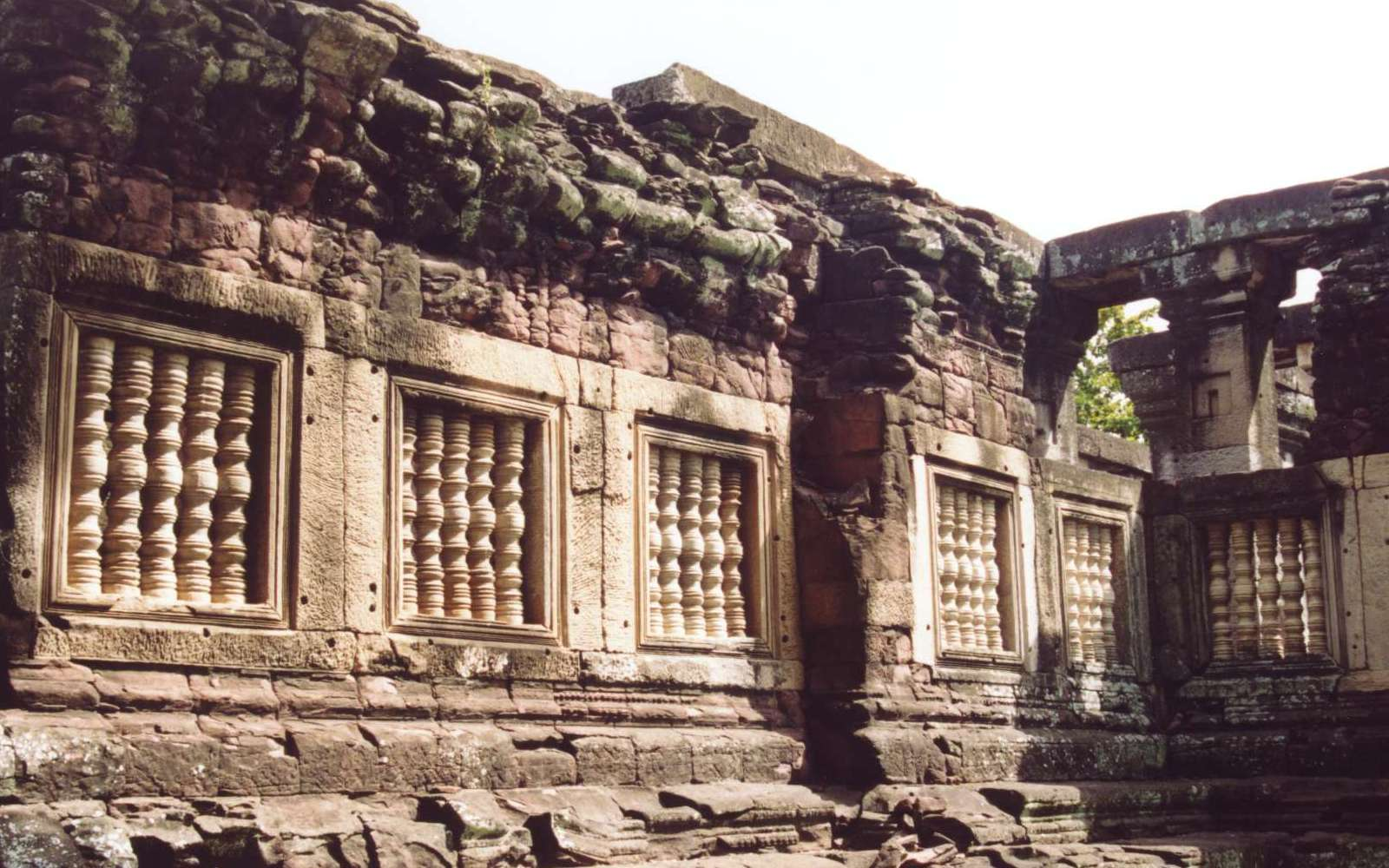
Phra Rabieng

 Phra Rabieng este un gang (coridor), unele din fiind săpate în gresie, fiind o realizare arhitectonică deosebită în Thailanda, Cambodgia (templurile  Khmer). Aceste coridoare sunt împodobite cu sculpturi, coloane, fiind folosite cu ocazia procesiunilor religioase. In Thailanda aceste coridoare au fost construite din cărămidă, lemn, acoperișul fiind din ceramică. Una dintre cele mai vechi galerii este Wat Phutthai Sawan, ea datează din secolul XIV, fiind situată în orașul Ayutthaya.

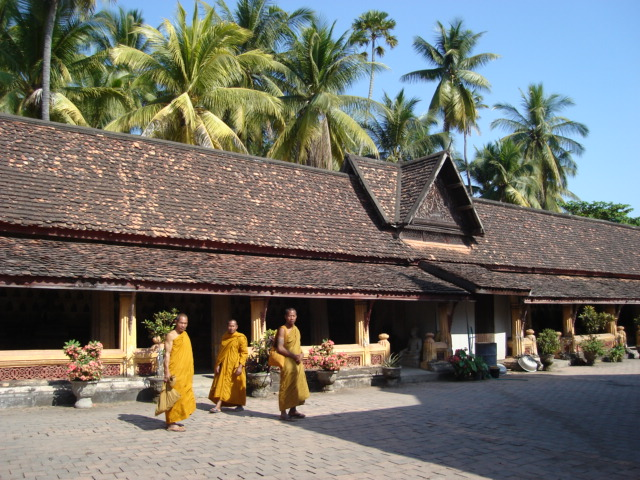
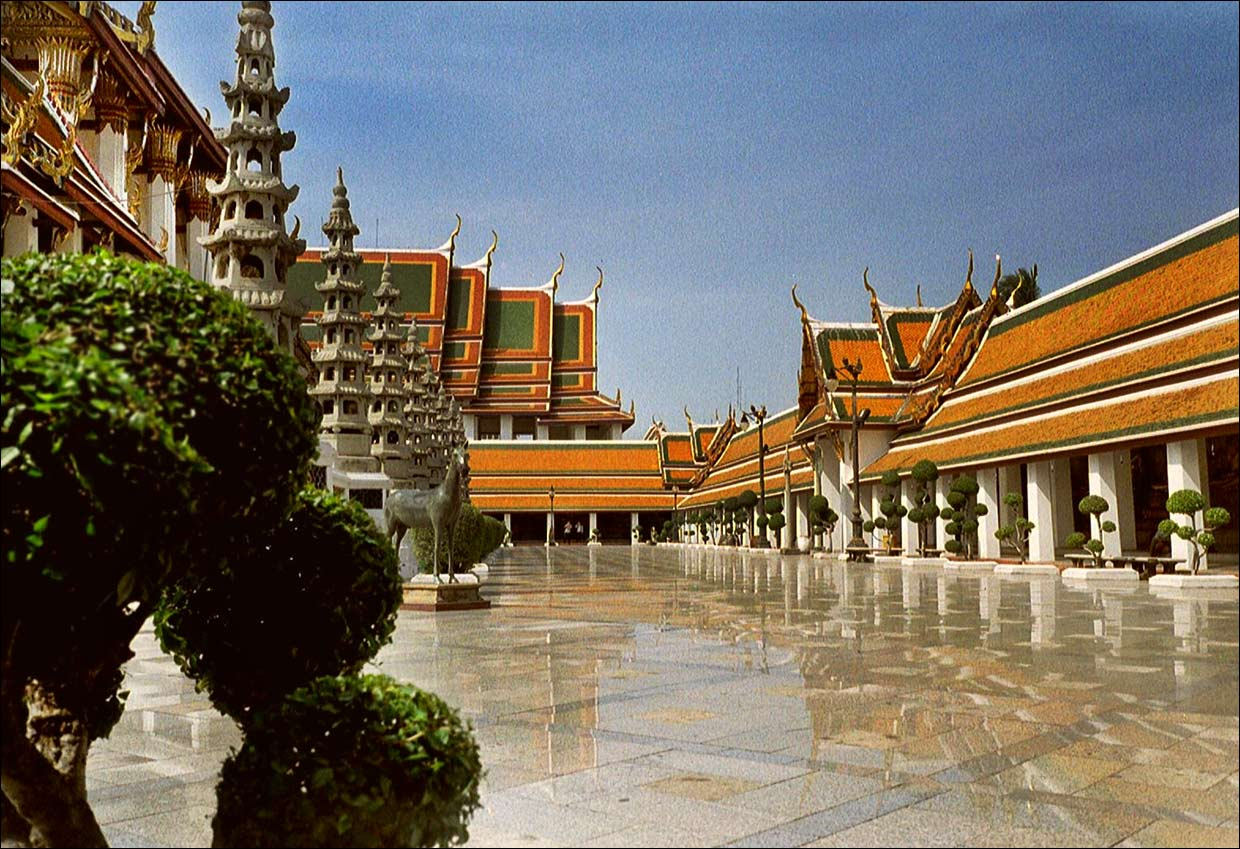